# Лопес Пикер, Бернардо
Берна́рдо Ло́пес Пике́р (исп. Bernardo López Piquer; 20 августа 1799/1800, Валенсия — 1 августа 1874, Мадрид) — испанский художник-портретист.

## Жизнь и творчество
Родился в семье художников. Отец Бернардо, Висенте Лопес Порталья, был художником-портретистом. Брат Бернардо, Луис, также был живописцем. Позднее все трое работали над украшением Ориуэльского собора.
В 1825 году оба брата, Бернардо и Луис, поступают в Академию изящных искусств де Сан-Фернандо в Мадриде. После окончания обучения Бернардо, при помощи отца, находит место портретиста при королевском дворе. Работал преимущественно пастелью, подражая в портретной живописи стилю Висенте Лопеса Порталья. В 1844 году художник занимает пост директора отделения Академии изящных искусств, в период с 1845 и вплоть до своей кончины в 1874 году был в ней президентом секции живописи. В 1843 году становится придворным художником королевы Изабеллы II. 17 февраля 1858 года мастеру был пожалован титул «Первого художника» ("Primer Pintor"), которого он лишился лишь после революции 1868 года, когда он утратил и должность придворного.

## Избранные работы
- Портрет королевы-матери Марии-Изабеллы Браганской
- Портрет королевы Изабеллы II
- Портрет Висенте Лопеса
- Причастие св. Паскуале
- Портрет генерала дона Мануэля Фернандеса Верела

## Галерея
- Причастие св. Паскуале Байлона
- Портрет кардинала Мигеля Пайя-и-Рико, архиепископа Толедского
- Портрет отца
- Портрет королевы Изабеллы II
- Портрет королевы Марии Изабеллы Браганской (1829)
- Портрет падре Пуйоля, иезуита.

## Дополнения
- *Работы Б. Лопеса Пикера на ArtNet